# 로버트 유릭
로버트 마이클 유릭(Robert Michael Urich, 1946년 12월 19일 ~ 2002년 4월 16일)은 미국의 배우였다. 그는 텔레비전 시리즈 탐정 스펜서(1985~1988년)와 베가스(1978~1981년)에서 주연 역할을 맡았다.
유릭은 1996년에 그가 활액막육종(몸의 관절을 공격하는 희귀한 암)으로 고통 받고 있다고 발표하였다. 그는 암과 싸우기 위하여 여러 치료를 받았다. 그러나 2002년 4월 16일 55세의 나이로 사망하였다.